# Higueras San Miguel
Higueras San Miguel är en ort i Mexiko.   Den ligger i kommunen Tamazula de Gordiano och delstaten Jalisco, i den södra delen av landet, 400 km väster om huvudstaden Mexico City. Higueras San Miguel ligger 1 224 meter över havet och antalet invånare är 134.
Terrängen runt Higueras San Miguel är huvudsakligen kuperad. Higueras San Miguel ligger nere i en dal. Runt Higueras San Miguel är det ganska glesbefolkat, med 27 invånare per kvadratkilometer. Närmaste större samhälle är Tamazula de Gordiano, 12,1 km nordväst om Higueras San Miguel. I omgivningarna runt Higueras San Miguel växer huvudsakligen savannskog.